# Erwan Chartier
Erwan Chartier, qui signe souvent Erwan Chartier-Le Floch, est un journaliste, un enseignant et un chercheur en politologie spécialisé dans l'Histoire de Bretagne et le régionalisme, un éditeur et un écrivain breton, né en 1972.

## Biographie
Il passe son enfance à Guingamp, avant de suivre des études secondaires au lycée naval de Brest. En 1994, il est diplômé de l'Institut d'études politiques d'Aix-en-Provence, titulaire d'un Master en journalisme de l'Institut d'études politiques de Rennes, en 2011, d'un Master métiers du livre et de l'édition de l'université de Bretagne occidentale et docteur en études celtiques de l'université Rennes 2 (2010). Il est le petit cousin de Loïk Le Floch-Prigent, ancien PDG d'Elf, et le petit-neveu du poète breton, Maodez Glanndour[réf. nécessaire].

### Journalisme

#### Rédacteur àArMen
Après plusieurs expériences dans la presse, il intègre la revue ArMen fin 1999. Il y occupe les fonctions de rédacteur puis de secrétaire de rédaction. Il quitte l'entreprise en 2012 mais y poursuit ses contributions en tant que pigiste de 2019 à 2024.
Au début de l'année 2025, Erwan Chartier rachète la revue ArMen à la société 142.000 lieux et en prend la rédaction en chef,.

#### Journaliste en presse régionale
Depuis 1999, il contribue régulièrement aux pages Histoires de Bretagne, dans l'édition dominicale du Télégramme. Il rédige ainsi plusieurs dizaines d'articles historiques pour ce quotidien. En 2015, il a publié une Histoire de Bretagne en 100 dates en grande partie alimentée par ce travail journalistique. 
En 2021, il rédige la majeure partie des textes du hors-série du Télégramme sur l'occupation allemande pendant la Seconde Guerre mondiale, présentant de nombreuses photographies inédites de soldats allemands. Durant l'été 2022, il signe une série d'articles historiques « il est fou le monde des Bretons » en dernière page de ce quotidien.
En 2014, avec deux autres journalistes (Valérie Le Nigen et Christian Gouerou), il publie une enquête sur la politique en Bretagne : Un Modèle politique breton ?, aux éditions Coop Breizh. Il rédige aussi la biographie de l'ancien maire de Plonévez-du-Faou, Jean Hourmant, ancien résistant, militant contestataire pour la défense des petits commerçants et artisans ou pour l'aménagement du centre Bretagne, particulièrement la mise à deux fois deux voies de la RN 164. 

#### Le Poher
Début 2018, il prend la direction de la rédaction du journal Le Poher, tout en travaillant sur un projet de nouvel hebdomadaire couvrant la Bretagne historique : Le Journal de la Bretagne. Le premier numéro de cet hebdomadaire est paru le 17 avril 2019. La publication a été suspendue en juin 2019 après 9 numéros.
En mars 2020, Erwan Chartier rachète le titre Le Poher qui est désormais l'un des rares hebdomadaires indépendants en Bretagne en dehors du groupe Publihebdos.

##### Affaire Callac et plaintes contre l'extrême droite

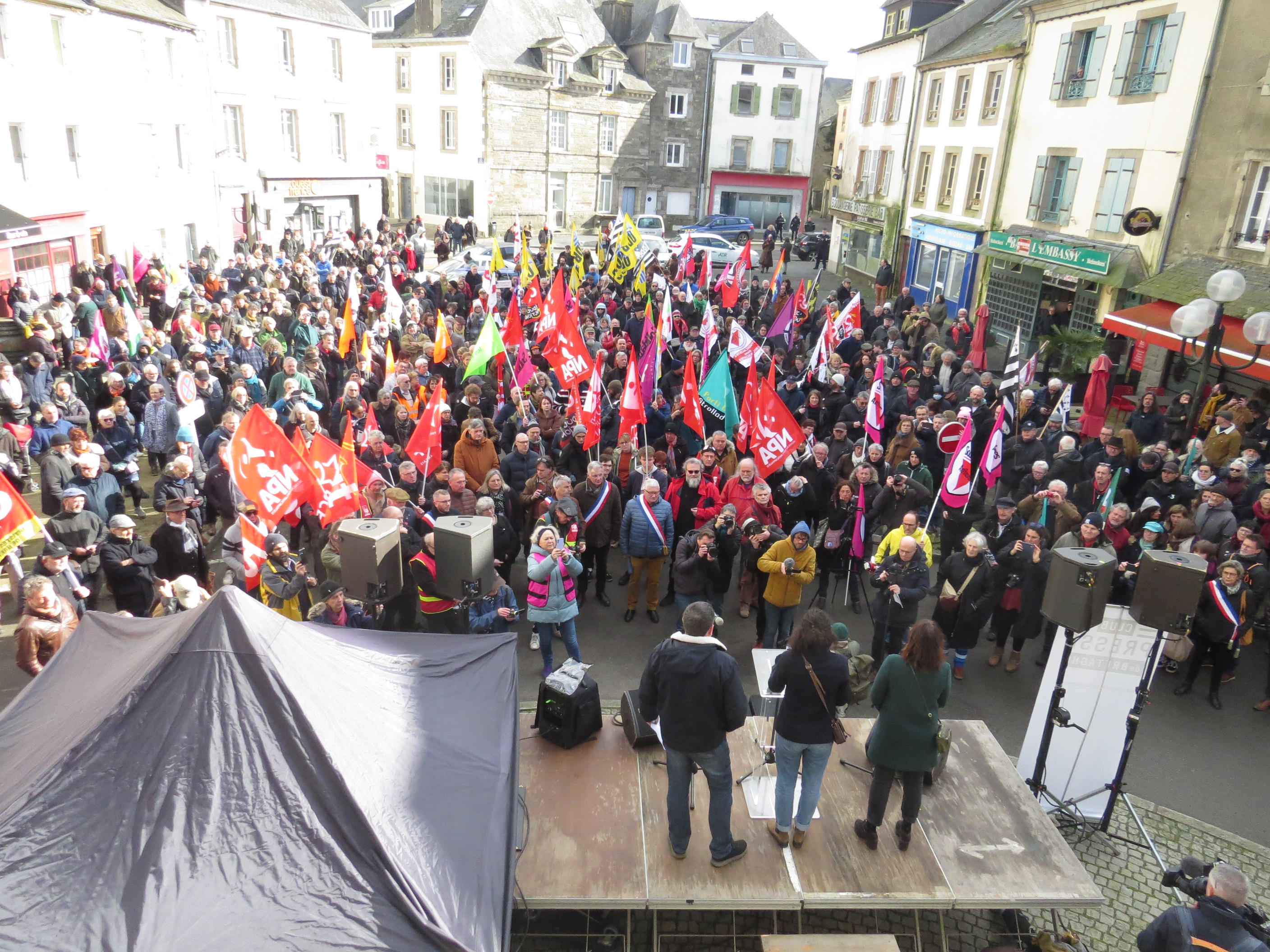
Manifestation de soutien au Poher le 25 février 2023.

En janvier et février 2023, il est victime, avec Faustine Sternberg et l'équipe du Poher, de menaces de militants d'extrême droite et d'ultra droite,, pour des articles publiés dans l'hebdomadaire,. Une manifestation de soutien a lieu le 25 février 2023,. 
Ces menaces suivent une assignation en justice qu'il intente pour injures publiques et diffamation contre le site d'extrême droite Résistance républicaine et un militant de Reconquête. Ce dernier avait en effet traité Le Poher de « misérable torchon d'extrême gauche », de « feuille de choux immonde » et la journaliste de « misérable collabo ».
L'audience se tient au tribunal de Lorient le 6 septembre 2023. Erwan Chartier et Faustine Sternberg sont déboutés sur une question de procédure. Une erreur d'avocat empêche un procès en appel. Erwan Chartier-Le Floch raconte ces évènements dans le livre Callac de Bretagne ou les obsessions de l'extrême droite française, chez Cornouaille Éditions (Penn-Bazh), paru en septembre 2023,.
Le 31 mai 2024, lors d'une réunion publique, pour évoquer son livre, un ancien candidat du Front national, Jean-Yves Queinnec, fait un salut nazi et crie « Heil Hitler » devant l'assistance. Une plainte de la Ligue des droits de l'Homme et d'Erwan Chartier pour « apologie publique de crime » suit cet évènement. Le 14 novembre 2024, Jean-Yves Queinnec est condamné à six mois de prison avec sursis et à verser un euro symbolique à Erwan Chartier par le tribunal de Quimper,.
En mai et juin 2024, le Poher est à nouveau la cible d'un militant d'extrême droite agissant au nom du groupuscule « mouvement des patriotes bretons ». Erwan Chartier fait également partie, en qualité de rédacteur en chef du Poher, d'une liste de 180 journalistes et personnalités à éliminer d'une « balle dans la nuque », diffusée par la plateforme d'ultra droite, Le Réseau libre des patriotes, en 2023. L'affaire est révélée en juillet 2024,.

### Recherche

#### Archéologie
Dans les années 1990, il participe à plusieurs chantiers de fouilles dans le Roussillon, en Auvergne et en Bretagne. Il est ainsi l'un des fouilleurs présents lors de découverte d'une seconde statue gauloise sur le site de la forteresse de l'âge du fer à Paule, en centre Bretagne, sous la direction d'Yves Menez, [source secondaire souhaitée].  
Il a également réalisé deux prospections inventaires pour le Service régional de l'archéologie de Bretagne (SRA) en 1996 et 1997 sur les châteaux forts en pierre dans les Côtes-d'Armor. 
Depuis les années 2000, il a rédigé plusieurs dizaines d'articles sur l'actualité de l'archéologie en Bretagne[réf. nécessaire], particulièrement pour la revue ArMen. 
Il est le co-directeur de l'ouvrage Archéologie en centre Bretagne avec Yves Menez et Thierry Lorho, paru en mai 2015. 

#### Régionalisme, mouvements bretons, phénomènes nationalitaires
Il a rédigé plusieurs ouvrages et articles sur les mouvements politiques régionalistes ou indépendantistes, en Bretagne ou en Europe. Ses enquêtes sont basées sur de nombreux entretiens avec des militants ou des spécialistes de ces mouvements.
Avec le journaliste du Télégramme, Ronan Larvor, il a ainsi mené deux enquêtes, l'une sur les mouvements politiques bretons, l'autre concernant les partis régionalistes et indépendantistes en France. Avec Alain Cabon, il a écrit une enquête sur les mouvements clandestins bretons en 2006. On lui doit aussi des ouvrages historiques et plusieurs biographies de personnalités « régionalistes » bretonnes (Gilles Servat, Jean-Yves Cozan), dont un essai sur Morvan Lebesque qui a obtenu le Prix des écrivains bretons et celui des écrivains de l'Ouest en 2007.
Il a étudié également les éléments qui peuvent alimenter ces mouvements comme la culture ou le football.

#### Mondes celtiques
Il a réalisé plusieurs travaux de recherches sur les mondes celtiques, nourris par les reportages et enquêtes effectués régulièrement dans ces pays. Il a ainsi collaboré régulièrement au supplément Celtes de Bretagne magazine. 
Doctorant à l'université de Rennes II, il a soutenu, en septembre 2010, une thèse en études celtiques intitulée "La Construction de l'interceltisme en Bretagne, des origines à nos jours. Mise en perspective historique et politique." Ce travail a été édité sous le titre Histoire de l'interceltisme en Bretagne, par Coop Breizh, en 2013. Il explique que l'interceltisme, « C'est une idée qui produit de la réalité à laquelle on peut adhérer. Exemples : le développement particulier des jumelages avec les pays celtiques en Bretagne ou le succès du festival de Lorient. » 
En 2014, il publie avec Mikael Bodlore-Penlaez et Divi Kervella, un ouvrage bilingue, l'Atlas des mondes celtes / Atlas ar bed keltiek.
Membre du comité scientifique de l'exposition Celtique ? au musée de Bretagne, à Rennes, en 2022, il prend ses distances et retire sa contribution au catalogue à la suite des polémiques provoquées par cet évènement.

### Enseignement
Depuis 2012, il est chargé de cours pour l'obtention du Diplôme d'études celtiques de l'université Rennes 2. Il est membre du groupe universitaire de recherche Ermine et chercheur associé au laboratoire Celtic BLM de l'université de Rennes.

### Édition
Entre 2012 et 2017, il devient le responsable des éditions à la Coop Breizh (Spézet) qui publie une cinquantaine de titres par an. Il a édité plus d'une centaine d'ouvrages et des écrivains comme Jean Bothorel, Philippe Carrer, Roger Faligot, Hervé Jaouen, Patrick Galliou, Patrick Mahé, Bernard Merdrignac, Frédéric Morvan, Loïk Le Floch-Prigent, Mona Thomas... Il a publié dix de ses propres ouvrages dans cette maison d'éditions entre 2004 et 2016. 

## Prix et distinctions
- 2007 : Prix Camille Le Mercier d'Erm (Association des écrivains bretons) pour Morvan Lebesque, le masque et la plume d'un intellectuel en quête de Bretagne[53].
- 2007 : Prix du Conseil général d'Ille-et-Vilaine (Association des écrivains de l'Ouest) pour Morvan Lebesque, le masque et la plume d'un intellectuel en quête de Bretagne[53].

## Publications

### Ouvrages
- Essais, ouvrages historiques
  - La question bretonne : enquête sur les mouvements politiques bretons, An Here, 2002, avec Ronan Larvor  (ISBN 978-2-86843-263-6)
  - La France éclatée? Enquête sur les mouvements régionalistes, autonomistes et indépendantistes en France, Coop Breizh, 2004, avec Ronan Larvor  (ISBN 978-2-84346-203-0)
  - Le dossier FLB, plongée chez les clandestins bretons, Coop Breizh, 2006, avec Alain Cabon  (ISBN 978-2-84346-296-2)
  - Histoire de l'interceltisme en Bretagne, Coop Breizh, 2013, 456 p.
  - Un Modèle politique breton ? Enquêtes, analyses, entretiens, portraits, Coop Breizh, 2014, avec Nono, Valérie Le Nigen, Christian Gouerou  (ISBN 978-2-84346-642-7)
  - Atlas des mondes celtiques / Atlas ar bed keltiek (avec Mikael Bodlore-Penlaez & Divi Kervella), Coop Breizh, 2014  (ISBN 978-2-84346-693-9)
  - Histoire de Bretagne en cent dates, Coop Breizh, 2015  (ISBN 978-2-84346-667-0), rééditions 2016, 2021.
  - Clichés armoricains (1870-1950), Une Bretagne pittoresque et insolite, Coop Breizh, 2017  (ISBN 978-2-84346-822-3).
  - La Bretagne occupée. Des photos inédites prises par les soldats allemands,avec Christian Le Corre et Laure Le Fur, Le Télégramme, 2023  (ISBN 978-2-492394-02-7).
  - Bretons du Monde ! Avec Nono, Le Télégramme, 2023  (ISBN 9782492394058).
  - Roc'h Trédudon 1974, la bombe et le pylône, Cornouaille éditions, 2024  (ISBN 978-2-9585110-1-2).

- Feuilleton
  - Callac de Bretagne ou les obsessions de l'extrême droite française, Le Penn-Bazh / Cornouaille éditions, 2023,  (ISBN 9782958511005).
- Biographies
  - Gilles Servat : portrait, éditions Blanc Silex, 2003, réédition Coop Breizh, 2006  (ISBN 978-2-84346-295-5)
  - Jean-Yves Cozan, l'homme à l'écharpe blanche, Coop Breizh, 2005  (ISBN 2-84346-263-0)
  - Morvan Lebesque (1911-1970), le masque et la plume d'un intellectuel en quête de Bretagne, Coop Breizh, 2007  (ISBN 978-2-84346-305-1)
  - Jean Hourmant, mémoires d'un irréductible breton, Coop Breizh, 2016.

- Pays de Bretagne
  - Le Trégor, Bro Dreger, Georama, 2011, photographies de Jean-yves Guillaume (ISBN 978-2-915002-44-7)
  - Saint-Malo au vent de l'Histoire, Coop Breizh, 2013  (ISBN 978-2-84346-611-3)
  - Le Goëlo, Paimpol, Bréhat et autres merveilles, Géorama, 2018, photographies d'Hervé Ronné  (ISBN 9791096216222).
  - Carhaix, arrêt sur images, Karaez gwechall (avec Paul Le Coq), Editions des Montagnes Noires, 2018  (ISBN 9791097073343).

- Divers
  - Supporters de l'En-Avant Guingamp, le manuel officieux (avec Régis Delanoë, dessins de J-Phy et Eudes), Editions du coin de la rue, 2018  (ISBN 9791096883066).
  - Légendes Celtes, Bretagne, Pays de Galles, Ecosse, Irlande, Cornouailles, dessins de Genkis Genkkis, Yoran Embanner, Fouesnant, 2021  (ISBN 2367850364).
- Direction d'ouvrages
  - Carhaix : deux mille ans d'histoire au cœur de la Bretagne, Fitamant, 2005. Réédition Coop Breizh 2016.  (ISBN 978-2-916264-01-1)
  - Archéologie en centre Bretagne (direction avec Yves Menez et Thierry Lorho), Coop Breizh, 2015  (ISBN 978-2-84346-590-1). Réédition 2021.

- Participation à des ouvrages collectifs
  - Expressions de l'identité dans le monde celtique, Rennes, Gaël Hily (dir.), TIR, 2014.
  - ROK : 50 Ans de musique électrifiée en Bretagne, t. 2 1990/2013, Éditions de Juillet, Rennes, 2013  (ISBN 978-2-9543644-0-7)
  - Le Celtisme et l'interceltisme aujourd'hui, Actes du colloque de Lorient, Université de Bretagne-Sud et ArMen, juin 2010, TIR, 2012  (ISBN 978-2-917681-16-9)
  - Mémoire et trauma de la Grande Guerre, TIR / CRBC Rennes, 2010,  (ISBN 2-917681-07-1)
  - Bretons, Kabyles, Indiens, des minorités nationales ?, Presses universitaires de Rennes, 2009  (ISBN 978-2-7535-0801-9)
  - 111 Bretons des temps modernes, éditions ArMen, Telgruc-sur-Mer, 2007,  (ISBN 2916264027)
  - Identités et société de Plougastel à Okinawa, Presses universitaires de Rennes, 2007  (ISBN 2-7535-0418-0).